# Patrícia Pillar
 Patrícia Gadelha Pillar  (Brasilia, 11 de enero de 1964) es una  actriz, productora, y directora de cine brasileña de la cadena Rede Globo.

## Biografía

### Vida infantil
Patrícia Gadelha Pillar  es la hija menor del matrimonio formado por Nuno Pillar, un oficial de marina y Lucy Gadelha, una empleada pública. Nació tres meses antes del Golpe de Estado en Brasil en 1964. Su hermana mayor es Denise Pillar. En vista de la profesión de su padre, Nuno, como oficial de la Armada, se fue de Brasilia y vivió en diferentes lugares de Brasil, como Vitória, Espírito Santo y Santos, São Paulo;  hasta establecerse en Río de Janeiro, a la edad de 14 años.

### Inicios y carrera
Pillar siempre quiso ser actriz, así que ella comenzó a trabajar con el fin de pagar sus clases de actuación en la escuela secundaria. A los 16 años se convirtió en una modelo fotográfica. No obstante, ingresó en la universidad con el fin de estudiar periodismo, pero abandonó para seguir una carrera como actriz. Se inició en el famoso Teatro Tablado e integrando el grupo "Asdrúbal Trouxe o Trombone" (Asdrúbal Trajo el Trombón). En 1996 actuó en la novela El Rey del ganado recibiendo un premio por su actuación.
Sus trabajos más importantes en el cine fueron  O Quatrilho y Zuzu Angel. O Quatrilho fue nominado al Óscar como mejor filme extranjero, y fue uno de los precursores del proceso de retorno del cine brasileño. 
En 2001 regresó a las telenovelas con participación protagónica en Um Anjo Caiu do Céu, sin embargo apareció en otras actuaciones como La Mestiza y Niña Moza, pero en el año 2008 Pillar actuó en La favorita donde interpretó a la villana de la novela y con su personaje se hizo muy conocida en todo el mundo ganando varios premios por su actuación.

### Vida personal
Patricia Pillar estuvo casada durante doce años con el político Ciro Gomes, del Partido Socialista Brasileño. Comenzaron a salir en secreto cuando Gomes todavía estaba legalmente casado con Patrícia Saboya, actual senadora del Estado de Ceará, causando un gran revuelo en los medios de comunicación. En 2002, Pillar desempeñó un papel importante en la campaña presidencial de Gomes, en 2012 el representante de la actriz comunica que ambos se han separado amistosamente en diciembre de 2011. Antes de su matrimonio con Gomes, Patricia Pillar fue esposa del cantante y compositor MPB Zé Renato (1985 a 1995). También es prima de la cantante Luiza Possi.
En diciembre de 2001 Patricia Pillar descubrió que tenía cáncer de mama. El tumor que era maligno se detecta a tiempo y se elimina por completo. Patricia, en primer lugar, quería protegerse de difundir su enfermedad, pero luego decidió hacerlo público, en la idea de que podría animar a otros a realizarse los exámenes de prevención.
Viajó a los Estados Unidos en busca de una segunda opinión médica, durante más de un mes, pero las opiniones de otros profesionales no variaron la opinión sobre la estabilización de su enfermedad. Se dedicó a comprender mejor el mal que la había aquejado. Incluso en esta etapa su imagen se mostró muy reservada y no quiso revelar detalles sobre su tratamiento. Con su lucha se trasladó a Brasil, principalmente por la fortaleza que demostró en la calle, donde se la vio siempre sonriente y mostrando confianza, con la cabeza afeitada y acompañando a su esposo, Ciro Gomes en su campaña como candidato a presidente de Brasil, contando con el apoyo absoluto del público. Patricia pudo ganarle a su enfermedad y hoy se podría afirmar que se halla totalmente curada.

## Filmografía

### Televisión
| Año  | Título                | Personaje                    |
| ---- | --------------------- | ---------------------------- |
| 1985 | Roque Santeiro        | Linda Bastos Moreyra França  |
| 1987 | Brega & Chique        | Ana Cláudia Alvaray          |
| 1986 | Niña moza             | Ana do Véu                   |
| 1988 | Vida Nova             | Bianca                       |
| 1990 | Rainha da Sucata      | Alaíde                       |
| 1991 | Salomé                | Salomé                       |
| 1993 | Renascer              | Eliana Vieira                |
| 1994 | Pátria Minha          | Ester Fonseca                |
| 1996 | El rey del ganado     | Luana Berdinazzi             |
| 1998 | Mulher                | Dra. Cristina "Cris" Brandão |
| 2001 | Um Anjo Caiu do Céu   | Maria Eduarda (Duda)         |
| 2004 | Cabocla               | Emerenciana de Sousa Pereira |
| 2006 | Niña moza             | Cândida Ferreira             |
| 2008 | La favorita           | Flora Pereira da Silva       |
| 2010 | Passione              | Juliana                      |
| 2012 | As Brasileiras        | Ludmila                      |
| 2012 | Lado a Lado           | Constanza Asunción.          |
| 2014 | Amores robados        | Isabel Favais.               |
| 2014 | La Fiesta             | Angela Mahler                |
| 2015 | Relaciones Peligrosas | Isabel D'ávila de Alencar    |

### Cine
- 1983 - Para Viver um Grande Amor
- 1988 - Festa .... Jugadora
- 1992 - A Maldição de Sanpaku .... Cris
- 1994 - Menino Maluquinho - O Filme .... (Madre del protagonista)
- 1995 - O Quatrilho .... Teresa
- 1995 - O Monge e a Filha do Carrasco .... Amula
- 1996 - O Noviço Rebelde.... Maria do Céu
- 1998 - Amor & Cia .... Ludovina
- 2004 - O Casamento de Iara (corto-metraje)
- 2006 - Zuzu Angel .... Zuzu Angel
- 2006 - Se Eu Fosse Você .... Dr. Cris
- 2007 - Pequenas Histórias .... Iara
- 2018- Unicórnio .... Hilda

### Teatro
- 2003 - Proof como Catherine[11]
- 1991 - O Lobo de Ray Ban[12]

## Premios y nominaciones
| Año  | Premio                      | Categoría               | Trabajo                         | Resultado |
| ---- | --------------------------- | ----------------------- | ------------------------------- | --------- |
| 1992 | Premio Candango             | Mejor actriz            | A Maldição do Sanpaku           | Ganadora  |
| 1994 | Prêmio APCA                 | Mejor actriz            | A Maldição do Sanpaku           | Ganadora  |
| 1996 | Premio APCA                 | Mejor actriz secundaria | Menino Maluquinho - La película | Ganadora  |
| 1996 | Premio Contigo              | Mejor actriz            | O Rei do Gado                   | Ganadora  |
| 1998 | Premio Festival de Brasília | Mejor actriz            | Amor & Cia                      | Ganadora  |
| 2006 | Premio Cinema Brasil        | Mejor actriz            | Zuzu Angel                      | Nominada  |
| 2007 | Premio Contigo              | Mejor actriz            | Zuzu Angel                      | Nominada  |
| 2007 | Premio Vivo                 | Mejor actriz            | Zuzu Angel                      | Nominada  |
| 2008 | Festival de Paulínia        | Mejor documental        | Waldick, Sempre No Meu Coração  | Nominada  |
| 2008 | 18º Premio FestNatal        | Mejor película          | Waldick, Sempre No Meu Coração  | Ganadora  |
| 2008 | Premio Qualidade Brasil     | Mejor actriz            | La favorita                     | Ganadora. |
| 2008 | Premio Extra de Televisión  | Mejor actriz            | La favorita                     | Ganadora  |
| 2008 | Premio QUEM Acontece        | Mejor actriz            | La favorita                     | Ganadora  |
| 2008 | Premio Contigo              | Celebridad del año      | La favorita                     | Nominada  |
| 2008 | FestNatal                   | Mejor actriz            | La favorita                     | Ganadora  |
| 2008 | Premio Editora Três         | Personalidad del año    | La favorita                     | Ganadora  |
| 2008 | Premio APCA                 | Mejor actriz            | La favorita                     | Ganadora  |
| 2008 | Premio UOL PopTevê          | Mejor actriz            | La favorita                     | Ganadora  |
| 2008 | Premio TV Press             | Mejor actriz            | La favorita                     | Ganadora  |
| 2008 | Premio IG Gente             | Mejor actriz            | La favorita                     | Ganadora  |
| 2008 | Premio Tudo de Bom          | Mejor actriz            | La favorita                     | Nominada  |
| 2009 | Troféu Imprensa             | Mejor actriz            | La favorita                     | Ganadora  |
| 2009 | Troféu Internet             | Mejor actriz            | La favorita                     | Ganadora  |
| 2009 | Mejores del año             | Mejor actriz            | La favorita                     | Ganadora  |
| 2009 | Prêmio Contigo              | Mejor actriz            | La favorita                     | Ganadora  |
| 2009 | Premio Mi Novela            | Mejor actriz            | La favorita                     | Ganadora  |